# Атрощенко Сергій Валерійович
Атрощенко Сергій Валерійович (рос. Атрощенко Сергей Валерьевич; 5 травня 1981, Овруч) — російський воєнний злочинець, полковник ЗС РФ та командир військової частини №75387 960-го штурмового авіаційного полку РФ. За його наказами було вбито понад 600 цивільних жителів України.

## Життєпис
Народився 5 травня 1981 в місті Овруч Житомирської області. Жив у Липецьку й мав прописку у Воронежі та окупованому Криму.
Під час російсько-української війни, у 2022 році віддав наказ бомбардувати драматичний театр в Маріуполі.
У березні 2022 волонтерський проєкт «Кібер Спротив» обманом отримав персональні дані Сергія, зокрема листи з електронної пошти, телефонні номери, паспортні дані, адреси. Інформація була передана українській владі та поширені через InformNapalm. Тоді ж вони повідомили, що Атрощенко дав наказ бомбардувати драмтеатр.

## Сім'я
Одружений з Лілією Олександрівною Атрощенко, народженою 11 листопада 1982 року. Українські хактивісти, прикинувшись російськими генералами та попросивши «патріотичну фотосесію», за допомогою неї отримали фотографії дружин військовослужбовців, які зазвичай тримаються в секреті.